# Фолсом (Луизијана)
Фолсом (енгл. Folsom) град је у америчкој савезној држави Луизијана.

## Демографија
По попису из 2010. године број становника је 716, што је 191 (36,4%) становника више него 2000. године.
| Група             | 2000.       | 2010.       |
| Белци             | 369 (70,3%) | 506 (70,7%) |
| Афроамериканци    | 131 (25,0%) | 159 (22,2%) |
| Азијати           | 0 (0,0%)    | 0 (0,0%)    |
| Хиспаноамериканци | 18 (3,4%)   | 41 (5,7%)   |
| Укупно            | 525         | 716         |